# 413 (numero)
Quattrocentotredici (413) è il numero naturale dopo il 412 e prima del 414.

## Proprietà matematiche
- È un numero dispari.
- È un numero composto con 4 divisori: 1, 7, 59, 413. Poiché la somma dei suoi divisori (escluso il numero stesso) è 67 < 413, è un numero difettivo.
- È un numero semiprimo.
- È un numero omirpimes.
- È un numero colombiano nel sistema numerico decimale.
- È un numero congruente.
- È un numero intero privo di quadrati.
- È parte delle terne pitagoriche (413, 1416, 1475), (413, 1716, 1765), (413, 12180, 12187), (413, 85284, 85285).

## Astronomia
- 413P/Larson è una cometa periodica del sistema solare.
- 413 Edburga è un asteroide della fascia principale del sistema solare.
- NGC 413 è una galassia spirale della costellazione della Balena.

## Astronautica
- Cosmos 413 è un satellite artificiale russo.